# Primera División de México 1993-94
La Temporada 1993-94 fue la edición LIII de la Primera División de México. El equipo ascendido esta temporada fue UT Neza. Tecos UAG fue campeón por primera vez al derrotar 2-1 al Santos, además de haber sido el líder general de la competencia.

## Sistema de competencia
Los veinte participantes fueron divididos en cuatro grupos de cinco equipos cada uno; todos disputan la fase regular bajo un sistema de liga, es decir, todos contra todos a visita recíproca; con un criterio de puntuación que otorga dos unidades por victoria, una por empate y cero por derrota. 
Clasifican a la disputa de la fase final por el título, el primer y segundo lugar de cada grupo (sin importar su ubicación en la tabla general). Los equipos clasificados son ubicados del 1 al 8 en duelos cruzados (es decir 1 vs 8, 2 vs 7, 3 vs 6 y 4 vs 5), se enfrentaban en rondas ida-vuelta o eliminación directa. 
La definición de los partidos de fase final tomarían como criterio el "Gol de visitante", es decir el equipo que en la serie ida y vuelta anotara más goles en calidad de visitante. Se procedía a tiempo extra y tiros penales en caso de tener la misma cantidad de goles en ambos partidos; los goles en tiempo extra no eran válidos para el criterio de gol de visitante, en virtud de la justicia deportiva que debía imperar, ya que en una serie a visita recíproca, solo los juegos de vuelta tienen tiempos extras.
En caso de existir uno o dos equipo que superen la puntuación de uno o dos sublíderes de grupo se procederá a jugar una reclasificación; el formato consiste en series a visita recíproca entre aquellos equipos involucrados con las condicionantes mencionadas, es decir, el sublíder de grupo se enfrentaría a aquel club que lo hubiera superado en puntos en otro grupo, y no fuera el sublíder de este; todo ello respetando la posición en la tabla general para la definición del rol de juegos, y considerando los mismos criterios de desempate vigentes de las rondas subsecuentes.
En la definición del descenso el club con menor cociente en la tabla de porcentajes descendería a segunda división y considerando los criterios de desempate de la fase regular. Este se obtendría de sumar los puntos obtenidos en las últimas tres temporadas, y dividiéndolo entre los partidos disputados en ese lapso.

## Equipos participantes

### Ascensos y descensos
| Pos | Ascendido de la Segunda División 1992-93 |
| --- | ---------------------------------------- |
| 1º  | U.T. de Neza                             |

| Pos | Descendido en la Primera División 1992-93 |
| --- | ----------------------------------------- |
| 20° | Pachuca                                   |

### Equipos por Entidad Federativa
En la temporada 1993-1994 jugaron 20 equipos que se distribuían de la siguiente manera:
| Monterrey Tigres Correcaminos UAT Morelia U de G Atlas Guadalajara Tecos UAG Necaxa Puebla Toluca América Cruz Azul Atlante UNAM Santos León Querétaro Veracruz UT Neza | \| Entidad Federativa \| N.º \| Equipos \| \| ------------------ \| --- \| ------------------------------------------- \| \| Distrito Federal \| 5 \| América, Atlante, Cruz Azul, Necaxa y Pumas \| \| Jalisco \| 4 \| Atlas, Guadalajara, Tecos UAG y U de G \| \| Nuevo León \| 2 \| Monterrey y Tigres UANL \| \| Estado de México \| 2 \| Toluca y UT Neza \| \| Tamaulipas \| 1 \| Correcaminos UAT \| \| Guanajuato \| 1 \| León \| \| Hidalgo \| 1 \| Toros Hidalgo \| \| Puebla \| 1 \| Puebla \| \| Michoacán \| 1 \| Morelia \| \| Coahuila \| 1 \| Santos Laguna \| \| Veracruz \| 1 \| Veracruz \| \| Querétaro \| 1 \| Querétaro \| |                                             |
| Entidad Federativa | N.º | Equipos                                     |
| Distrito Federal | 5 | América, Atlante, Cruz Azul, Necaxa y Pumas |
| Jalisco | 4 | Atlas, Guadalajara, Tecos UAG y U de G      |
| Nuevo León | 2 | Monterrey y Tigres UANL                     |
| Estado de México | 2 | Toluca y UT Neza                            |
| Tamaulipas | 1 | Correcaminos UAT                            |
| Guanajuato | 1 | León                                        |
| Hidalgo | 1 | Toros Hidalgo                               |
| Puebla | 1 | Puebla                                      |
| Michoacán | 1 | Morelia                                     |
| Coahuila | 1 | Santos Laguna                               |
| Veracruz | 1 | Veracruz                                    |
| Querétaro | 1 | Querétaro                                   |

### Información sobre equipos
| Equipo             | Ciudad                          | Estadio                | Capacidad |
| ------------------ | ------------------------------- | ---------------------- | --------- |
| América            | México, D. F.                   | Azteca                 | 114,600   |
| Atlante            | México, D.F.                    | Azulgrana              | 36,000    |
| Atlas              | Guadalajara, Jalisco            | Jalisco                | 56,000    |
| Cruz Azul          | México, D. F.                   | Azteca                 | 114,600   |
| Guadalajara        | Guadalajara, Jalisco            | Jalisco                | 56,000    |
| León               | León, Guanajuato                | Nou Camp               | 30,000    |
| Monterrey          | Monterrey, Nuevo León           | Tecnológico            | 38,000    |
| Morelia            | Morelia, Michoacán              | Morelos                | 39,000    |
| Necaxa             | México, D. F.                   | Azteca                 | 114,600   |
| Puebla             | Puebla, Puebla                  | Cuauhtémoc             | 36,000    |
| Querétaro          | Querétaro, Querétaro            | Corregidora            | 38,000    |
| Santos             | Torreón, Coahuila               | Corona                 | 18,000    |
| Tecos UAG          | Zapopan, Jalisco                | Tres de Marzo          | 25,000    |
| Tigres UANL        | Monterrey, Nuevo León           | Universitario          | 44,000    |
| Toluca             | Toluca, Estado de México        | La Bombonera           | 27,000    |
| Toros Neza-Hidalgo | Neza, EdoMex y Pachuca, Hidalgo | Neza 86 e Hidalgo      | 30,000    |
| U. de G.           | Guadalajara, Jalisco            | Jalisco                | 56,000    |
| Correcaminos UAT   | Ciudad Victoria, Tamaulipas     | Marte R. Gómez         | 18,000    |
| UNAM               | México, D. F.                   | Olímpico Universitario | 66,000    |
| Veracruz           | Veracruz, Veracruz              | Luis Pirata Fuente     | 30,000    |

## Fase Regular

### Torneo Regular

#### Primera Vuelta
| Tecos UAG        | 1-1 | U. de G.    | Tres de Marzo      | 13 de agosto     | 20:30 |
| Veracruz         | 1-1 | Tigres UANL | Luis Pirata Fuente | 14 de agosto     | 16:00 |
| Monterrey        | 3-1 | Atlante     | Tecnológico        | 14 de agosto     | 17:00 |
| Atlas            | 1-2 | Santos      | Jalisco            | 14 de agosto     | 20:45 |
| Toluca           | 2-3 | Cruz Azul   | La Bombonera       | 15 de agosto     | 11:00 |
| León             | 2-1 | Querétaro   | Nou Camp           | 15 de agosto     | 12:00 |
| América          | 2-0 | Morelia     | Azteca             | 15 de agosto     | 12:00 |
| Puebla           | 3-5 | Guadalajara | Cuauhtémoc         | 15 de agosto     | 12:00 |
| Correcaminos UAT | 0-1 | UNAM        | Marte R. Gómez     | 15 de agosto     | 12:00 |
| Necaxa           | 1-1 | Toros Neza  | Azteca             | 29 de septiembre | 20:45 |

| Atlante       | 0-1 | Toluca           | Azulgrana              | 20 de agosto  | 20:45 |
| Cruz Azul     | 0-0 | Atlas            | Azteca                 | 21 de agosto  | 17:00 |
| Tigres UANL   | 4-2 | América          | Universitario          | 21 de agosto  | 17:00 |
| Querétaro     | 1-3 | Monterrey        | Corregidora            | 21 de agosto  | 20:30 |
| U. de G.      | 1-0 | Puebla           | Jalisco                | 21 de agosto  | 20:45 |
| UNAM          | 5-1 | León             | Olímpico Universitario | 22 de agosto  | 12:00 |
| Morelia       | 2-1 | Correcaminos UAT | Morelos                | 22 de agosto  | 12:00 |
| Santos        | 0-3 | Tecos UAG        | Corona                 | 22 de agosto  | 16:00 |
| Guadalajara   | 1-0 | Necaxa           | Jalisco                | 27 de octubre | 20:45 |
| Toros Hidalgo | 3-1 | Veracruz         | Hidalgo                | 28 de octubre | 18:00 |

| Tecos UAG        | 1-0 | Cruz Azul   | Tres de Marzo      | 27 de agosto   | 20:30 |
| Veracruz         | 1-3 | Guadalajara | Luis Pirata Fuente | 28 de agosto   | 16:00 |
| Monterrey        | 3-2 | UNAM        | Tecnológico        | 28 de agosto   | 17:00 |
| Atlas            | 2-0 | Atlante     | Jalisco            | 28 de agosto   | 20:45 |
| Toluca           | 4-0 | Querétaro   | La Bombonera       | 29 de agosto   | 11:00 |
| Necaxa           | 3-2 | U. de G.    | Azteca             | 29 de agosto   | 12:00 |
| Morelia          | 2-0 | Tigres UANL | Morelos            | 29 de agosto   | 12:00 |
| Correcaminos UAT | 2-0 | León        | Marte R. Gómez     | 29 de agosto   | 12:00 |
| América          | 2-3 | Toros Neza  | Azteca             | 30 de agosto   | 20:45 |
| Puebla           | 3-0 | Santos      | Cuauhtémoc         | 1 de diciembre | 14:00 |

| UNAM        | 0-1 | Toluca           | Olímpico Universitario | 2 de septiembre | 15:00 |
| Atlante     | 0-1 | Tecos UAG        | Azulgrana              | 3 de septiembre | 20:45 |
| Tigres UANL | 2-2 | Correcaminos UAT | Universitario          | 4 de septiembre | 17:00 |
| Cruz Azul   | 1-0 | Puebla           | Azteca                 | 4 de septiembre | 17:00 |
| Querétaro   | 1-1 | Atlas            | Corregidora            | 4 de septiembre | 20:30 |
| U. de G.    | 1-0 | Veracruz         | Jalisco                | 4 de septiembre | 20:45 |
| León        | 2-2 | Monterrey        | Nou Camp               | 4 de septiembre | 20:45 |
| Guadalajara | 0-0 | América          | Jalisco                | 5 de septiembre | 12:00 |
| Santos      | 3-3 | Necaxa           | Corona                 | 5 de septiembre | 16:00 |
| Toros Neza  | 3-1 | Morelia          | Neza 86                | 5 de septiembre | 16:00 |

| Toluca           | 1-1 | León        | La Bombonera       | 8 de septiembre | 15:00 |
| Morelia          | 1-2 | Guadalajara | Morelos            | 8 de septiembre | 16:00 |
| Correcaminos UAT | 1-0 | Monterrey   | Marte R. Gómez     | 8 de septiembre | 16:00 |
| Tecos UAG        | 2-0 | Querétaro   | Tres de Marzo      | 8 de septiembre | 20:30 |
| Puebla           | 2-2 | Atlante     | Cuauhtémoc         | 8 de septiembre | 20:30 |
| Necaxa           | 2-1 | Cruz Azul   | Azteca             | 8 de septiembre | 20:45 |
| Tigres UANL      | 1-1 | Toros Neza  | Universitario      | 8 de septiembre | 20:45 |
| Veracruz         | 3-1 | Santos      | Luis Pirata Fuente | 8 de septiembre | 21:00 |
| Atlas            | 3-1 | UNAM        | Jalisco            | 9 de septiembre | 20:45 |
| América          | 4-1 | U. de G.    | Azteca             | 9 de septiembre | 20:45 |

| Monterrey        | 1-1 | Toluca      | Tecnológico            | 11 de septiembre | 17:00 |
| Cruz Azul        | 4-1 | Veracruz    | Azteca                 | 11 de septiembre | 17:00 |
| Querétaro        | 1-1 | Puebla      | Corregidora            | 11 de septiembre | 20:30 |
| Guadalajara      | 3-0 | Tigres UANL | Jalisco                | 12 de septiembre | 12:00 |
| León             | 2-1 | Atlas       | Nou Camp               | 12 de septiembre | 12:00 |
| Atlante          | 4-1 | Necaxa      | Azulgrana              | 12 de septiembre | 12:00 |
| Correcaminos UAT | 2-1 | Toros Neza  | Marte R. Gómez         | 12 de septiembre | 12:00 |
| Santos           | 4-2 | América     | Corona                 | 12 de septiembre | 16:00 |
| UNAM             | 0-0 | Tecos UAG   | Olímpico Universitario | 13 de septiembre | 15:00 |
| U. de G.         | 3-2 | Morelia     | Jalisco                | 13 de septiembre | 20:45 |

| Veracruz         | 2-4 | Atlante     | Luis Pirata Fuente     | 18 de septiembre | 16:00 |
| Tigres UANL      | 0-0 | U. de G.    | Universitario          | 18 de septiembre | 17:00 |
| Necaxa           | 2-0 | Querétaro   | Azteca                 | 18 de septiembre | 17:00 |
| Atlas            | 1-2 | Monterrey   | Jalisco                | 18 de septiembre | 20:45 |
| Correcaminos UAT | 1-1 | Toluca      | Tamaulipas             | 18 de septiembre | 21:00 |
| América          | 0-3 | Cruz Azul   | Azteca                 | 19 de septiembre | 12:00 |
| Puebla           | 2-1 | UNAM        | Cuauhtémoc             | 19 de septiembre | 12:00 |
| Morelia          | 1-1 | Santos      | Morelos                | 19 de septiembre | 12:00 |
| Toros Neza       | 1-0 | Guadalajara | Olímpico Universitario | 20 de septiembre | 20:45 |
| Tecos UAG        | 2-0 | León        | Tres de Marzo          | 13 de octubre    | 20:30 |

| Cruz Azul   | 1-1 | Morelia          | Azteca                 | 24 de septiembre | 20:45 |
| UNAM        | 2-0 | Necaxa           | Olímpico Universitario | 25 de septiembre | 15:00 |
| Monterrey   | 2-3 | Tecos UAG        | Tecnológico            | 25 de septiembre | 17:00 |
| Querétaro   | 2-2 | Veracruz         | Corregidora            | 25 de septiembre | 20:30 |
| U. de G.    | 5-2 | Toros Neza       | Jalisco                | 25 de septiembre | 20:45 |
| Toluca      | 2-0 | Atlas            | La Bombonera           | 26 de septiembre | 11:00 |
| León        | 1-1 | Puebla           | Nou Camp               | 26 de septiembre | 12:00 |
| Guadalajara | 4-0 | Correcaminos UAT | Jalisco                | 26 de septiembre | 12:00 |
| Atlante     | 0-3 | América          | Azulgrana              | 26 de septiembre | 12:00 |
| Santos      | 0-0 | Tigres UANL      | Corona                 | 26 de septiembre | 16:00 |

| Tecos UAG        | 0-0 | Toluca    | Tres de Marzo      | 1 de octubre | 20:30      |
| Tigres UANL      | 1-0 | Cruz Azul | Universitario      | 2 de octubre | 17:00      |
| Veracruz         | 1-4 | UNAM      | Luis Pirata Fuente | 2 de octubre | 21:00      |
| Morelia          | 3-2 | Atlante   | Morelos            | 3 de octubre | 12:00      |
| Puebla           | 1-0 | Monterrey | Cuauhtémoc         | 3 de octubre | 12:00      |
| Guadalajara      | 1-1 | U. de G.  | Jalisco            | 3 de octubre | 12:00      |
| Correcaminos UAT | 1-2 | Atlas     | Marte R. Gómez     | 3 de octubre | 12:00      |
| Necaxa           | 1-1 | León      | Azteca             | 3 de octubre | 12:00      |
| América          | 3-0 | Querétaro | Azteca             | 4 de octubre | 20:45      |
| Toros Neza       | 0-2 | Santos    | No se jugó         | No se jugó   | No se jugó |

| Atlas     | 1-1 | Tecos UAG        | Jalisco                | 7 de octubre  | 20:45 |
| Atlante   | 4-1 | Tigres UANL      | Azulgrana              | 8 de octubre  | 20:45 |
| Cruz Azul | 0-1 | Toros Neza       | Azteca                 | 9 de octubre  | 16:00 |
| Monterrey | 1-1 | Necaxa           | Tecnológico            | 9 de octubre  | 17:00 |
| Querétaro | 2-0 | Morelia          | Corregidora            | 9 de octubre  | 20:30 |
| U. de G.  | 2-1 | Correcaminos UAT | Jalisco                | 9 de octubre  | 20:45 |
| Toluca    | 3-1 | Puebla           | La Bombonera           | 10 de octubre | 11:00 |
| León      | 3-0 | Veracruz         | Nou Camp               | 10 de octubre | 12:00 |
| UNAM      | 2-3 | América          | Olímpico Universitario | 10 de octubre | 12:00 |
| Santos    | 1-2 | Guadalajara      | Corona                 | 10 de octubre | 16:00 |

| Veracruz         | 4-1 | Monterrey | Luis Pirata Fuente | 16 de octubre | 16:00 |
| Necaxa           | 4-1 | Toluca    | Azteca             | 16 de octubre | 16:00 |
| Tigres UANL      | 2-2 | Querétaro | Universitario      | 16 de octubre | 17:00 |
| U. de G.         | 1-2 | Santos    | Jalisco            | 16 de octubre | 20:45 |
| América          | 2-0 | León      | Azteca             | 17 de octubre | 12:00 |
| Morelia          | 1-4 | UNAM      | Morelos            | 17 de octubre | 12:00 |
| Puebla           | 2-0 | Atlas     | Cuauhtémoc         | 17 de octubre | 12:00 |
| Toros Hidalgo    | 1-0 | Atlante   | Hidalgo            | 17 de octubre | 12:00 |
| Guadalajara      | 1-4 | Cruz Azul | Jalisco            | 17 de octubre | 12:00 |
| Correcaminos UAT | 1-1 | Tecos UAG | Marte R. Gómez     | 17 de octubre | 12:00 |

| UNAM      | 1-1 | Tigres UANL      | Olímpico Universitario | 22 de octubre | 15:00 |
| Tecos UAG | 2-2 | Puebla           | Tres de Marzo          | 22 de octubre | 20:30 |
| Cruz Azul | 1-1 | U. de G.         | Azulgrana              | 23 de octubre | 16:00 |
| Monterrey | 1-2 | América          | Tecnológico            | 23 de octubre | 17:00 |
| Querétaro | 1-1 | Toros Hidalgo    | Corregidora            | 23 de octubre | 20:30 |
| Atlas     | 2-1 | Necaxa           | Jalisco                | 23 de octubre | 20:45 |
| Toluca    | 2-0 | Veracruz         | La Bombonera           | 24 de octubre | 12:00 |
| León      | 2-1 | Morelia          | Nou Camp               | 24 de octubre | 14:00 |
| Atlante   | 3-0 | Guadalajara      | Azulgrana              | 24 de octubre | 12:00 |
| Santos    | 1-1 | Correcaminos UAT | Corona                 | 24 de octubre | 16:00 |

| Tigres UANL      | 0-0 | León      | Universitario      | 30 de octubre  | 17:00 |
| Veracruz         | 1-1 | Atlas     | Luis Pirata Fuente | 30 de octubre  | 20:30 |
| U. de G.         | 1-2 | Atlante   | Jalisco            | 30 de octubre  | 20:45 |
| Morelia          | 5-2 | Monterrey | Morelos            | 31 de octubre  | 12:00 |
| Toros Hidalgo    | 1-1 | UNAM      | Hidalgo            | 31 de octubre  | 12:00 |
| Guadalajara      | 1-0 | Querétaro | Jalisco            | 31 de octubre  | 12:00 |
| Correcaminos UAT | 0-0 | Puebla    | Marte R. Gómez     | 31 de octubre  | 12:00 |
| América          | 2-1 | Toluca    | Azulgrana          | 31 de octubre  | 12:00 |
| Santos           | 2-0 | Cruz Azul | Corona             | 31 de octubre  | 16:00 |
| Necaxa           | 0-0 | Tecos UAG | Azulgrana          | 1 de noviembre | 20:45 |

| Tecos UAG | 0-0 | Veracruz         | Tres de Marzo          | 5 de noviembre | 20:30 |
| Atlante   | 1-1 | Santos           | Azulgrana              | 5 de noviembre | 20:45 |
| Monterrey | 1-0 | Tigres UANL      | Tecnológico            | 6 de noviembre | 17:00 |
| Querétaro | 0-0 | U. de G.         | Corregidora            | 6 de noviembre | 20:30 |
| Atlas     | 1-2 | América          | Jalisco                | 6 de noviembre | 20:45 |
| León      | 2-0 | Toros Hidalgo    | Nou Camp               | 6 de noviembre | 20:45 |
| Toluca    | 0-1 | Morelia          | La Bombonera           | 7 de noviembre | 11:00 |
| Cruz Azul | 2-1 | Correcaminos UAT | 10 de diciembre        | 7 de noviembre | 12:00 |
| Puebla    | 0-0 | Necaxa           | Cuauhtémoc             | 7 de noviembre | 12:00 |
| UNAM      | 0-1 | Guadalajara      | Olímpico Universitario | 7 de noviembre | 12:00 |

| Cruz Azul        | 2-1 | Atlante   | 10 de diciembre    | 13 de noviembre | 15:30 |
| Veracruz         | 1-1 | Puebla    | Luis Pirata Fuente | 13 de noviembre | 16:00 |
| Correcaminos UAT | 2-2 | Necaxa    | Marte R. Gómez     | 13 de noviembre | 16:00 |
| Santos           | 2-2 | Querétaro | Corona             | 13 de noviembre | 16:00 |
| Tigres UANL      | 1-2 | Toluca    | Universitario      | 13 de noviembre | 17:00 |
| U. de G.         | 0-2 | UNAM      | Jalisco            | 13 de noviembre | 20:45 |
| América          | 3-1 | Tecos UAG | Azulgrana          | 13 de noviembre |       |
| Toros Hidalgo    | 1-2 | Monterrey | Hidalgo            | 14 de noviembre | 12:00 |
| Morelia          | 0-2 | Atlas     | Morelos            | 14 de noviembre | 12:00 |
| Guadalajara      | 4-1 | León      | Jalisco            | 14 de noviembre | 12:00 |

| Atlante   | 1-1 | Correcaminos UAT | Azulgrana              | 16 de noviembre | 20:45 |
| UNAM      | 3-1 | Santos           | Olímpico Universitario | 17 de noviembre | 15:00 |
| Toluca    | 1-2 | Toros Hidalgo    | La Bombonera           | 17 de noviembre | 15:00 |
| Querétaro | 2-1 | Cruz Azul        | Corregidora            | 17 de noviembre | 20:30 |
| Tecos UAG | 2-1 | Morelia          | Tres de Marzo          | 17 de noviembre | 20:30 |
| Puebla    | 1-0 | América          | Cuauhtémoc             | 17 de noviembre | 20:30 |
| León      | 1-2 | U. de G.         | Nou Camp               | 17 de noviembre | 20:45 |
| Monterrey | 0-1 | Guadalajara      | Tecnológico            | 17 de noviembre | 20:45 |
| Atlas     | 2-0 | Tigres UANL      | Jalisco                | 18 de noviembre | 20:45 |
| Necaxa    | 3-2 | Veracruz         | Azulgrana              | 18 de noviembre | 20:45 |

| Cruz Azul        | 4-0 | UNAM      | Azulgrana     | 20 de noviembre | 17:00 |
| U. de G.         | 1-0 | Monterrey | Jalisco       | 20 de noviembre | 20:45 |
| Tigres UANL      | 1-1 | Tecos UAG | Universitario | 21 de noviembre | 12:00 |
| América          | 0-1 | Necaxa    | Azulgrana     | 21 de noviembre | 12:00 |
| Morelia          | 2-2 | Puebla    | Morelos       | 21 de noviembre | 12:00 |
| Guadalajara      | 1-2 | Toluca    | Jalisco       | 21 de noviembre | 12:00 |
| Toros Hidalgo    | 0-3 | Atlas     | Hidalgo       | 21 de noviembre | 12:00 |
| Correcaminos UAT | 1-1 | Veracruz  | Tamaulipas    | 21 de noviembre | 15:00 |
| Santos           | 1-0 | León      | Corona        | 21 de noviembre | 16:00 |
| Atlante          | 2-0 | Querétaro | Azulgrana     | 22 de noviembre | 20:45 |

| Tecos UAG        | 3-0 | Toros Hidalgo | Tres de Marzo          | 26 de noviembre | 20:30 |
| Veracruz         | 3-2 | América       | Luis Pirata Fuente     | 27 de noviembre | 16:00 |
| Necaxa           | 3-1 | Morelia       | Azulgrana              | 27 de noviembre | 17:00 |
| Monterrey        | 3-0 | Santos        | Tecnológico            | 27 de noviembre | 17:00 |
| Atlas            | 1-1 | Guadalajara   | Jalisco                | 27 de noviembre | 20:45 |
| León             | 1-1 | Cruz Azul     | Nou Camp               | 27 de noviembre | 20:45 |
| Toluca           | 3-1 | U. de G.      | La Bombonera           | 28 de noviembre | 11:00 |
| Puebla           | 1-1 | Tigres UANL   | Cuauhtémoc             | 28 de noviembre | 12:00 |
| UNAM             | 3-4 | Atlante       | Olímpico Universitario | 28 de noviembre | 12:00 |
| Correcaminos UAT | 4-0 | Querétaro     | Marte R. Gómez         | 28 de noviembre | 12:00 |

| Cruz Azul     | 0-0 | Monterrey        | Azteca        | 4 de diciembre | 17:00 |
| Tigres UANL   | 0-0 | Necaxa           | Universitario | 4 de diciembre | 17:00 |
| Querétaro     | 1-0 | UNAM             | Corregidora   | 4 de diciembre | 20:30 |
| U. de G.      | 0-2 | Atlas            | Jalisco       | 4 de diciembre | 20:45 |
| Guadalajara   | 0-0 | Tecos UAG        | Jalisco       | 5 de diciembre | 12:00 |
| Morelia       | 1-1 | Veracruz         | Morelos       | 5 de diciembre | 12:00 |
| Toros Hidalgo | 1-2 | Puebla           | Hidalgo       | 5 de diciembre | 12:00 |
| Santos        | 0-0 | Toluca           | Corona        | 5 de diciembre | 16:00 |
| América       | 1-0 | Correcaminos UAT | Azteca        | 6 de diciembre | 20:45 |
| Atlante       | 5-0 | León             | Azulgrana     | 9 de marzo     | 20:45 |

#### Segunda Vuelta
| UNAM          | 2-0 | Correcaminos UAT | Olímpico Universitario | 10 de diciembre | 15:00 |
| Toros Hidalgo | 3-1 | Necaxa           | Hidalgo                | 11 de diciembre | 15:30 |
| Cruz Azul     | 0-0 | Toluca           | Azulgrana              | 11 de diciembre | 17:00 |
| Tigres UANL   | 2-1 | Veracruz         | Universitario          | 11 de diciembre | 17:00 |
| U. de G.      | 0-0 | Tecos UAG        | Jalisco                | 11 de diciembre | 20:45 |
| Querétaro     | 2-1 | León             | Corregidora            | 12 de diciembre | 12:00 |
| Morelia       | 4-3 | América          | Morelos                | 12 de diciembre | 12:00 |
| Atlante       | 4-1 | Monterrey        | Azulgrana              | 12 de diciembre | 12:00 |
| Guadalajara   | 2-0 | Puebla           | Jalisco                | 12 de diciembre | 12:00 |
| Santos        | 1-0 | Atlas            | Corona                 | 12 de diciembre | 16:00 |

| Tecos UAG        | 4-1 | Santos        | Tres de Marzo      | 17 de diciembre | 20:30 |
| Veracruz         | 0-0 | Toros Hidalgo | Luis Pirata Fuente | 18 de diciembre | 16:00 |
| Monterrey        | 3-2 | Querétaro     | Tecnológico        | 18 de diciembre | 17:00 |
| Atlas            | 1-2 | Cruz Azul     | Jalisco            | 18 de diciembre | 20:45 |
| América          | 4-1 | Tigres UANL   | Azteca             | 18 de diciembre | 20:45 |
| Necaxa           | 1-0 | Guadalajara   | Azteca             | 19 de diciembre | 11:00 |
| Toluca           | 3-1 | Atlante       | La Bombonera       | 19 de diciembre | 11:00 |
| Correcaminos UAT | 1-1 | Morelia       | Marte R. Gómez     | 19 de diciembre | 12:00 |
| León             | 2-1 | UNAM          | Nou Camp           | 19 de diciembre | 20:45 |
| Puebla           | 2-0 | U. de G.      | Cuauhtémoc         | 26 de enero     | 15:00 |

| Atlante       | 4-2 | Atlas            | Azulgrana              | 28 de diciembre | 20:45 |
| Toros Hidalgo | 1-1 | América          | Hidalgo                | 29 de diciembre | 15:30 |
| Santos        | 2-1 | Puebla           | Corona                 | 29 de diciembre | 16:00 |
| Querétaro     | 0-0 | Toluca           | Corregidora            | 29 de diciembre | 20:30 |
| Cruz Azul     | 3-0 | Tecos UAG        | Azteca                 | 29 de diciembre | 20:45 |
| U. de G.      | 3-1 | Necaxa           | Jalisco                | 29 de diciembre | 20:45 |
| Tigres UANL   | 2-1 | Morelia          | Universitario          | 29 de diciembre | 20:45 |
| UNAM          | 1-1 | Monterrey        | Olímpico Universitario | 30 de diciembre | 15:00 |
| Guadalajara   | 1-2 | Veracruz         | Jalisco                | 30 de diciembre | 20:45 |
| León          | 1-0 | Correcaminos UAT | Nou Camp               | 30 de diciembre | 20:45 |

| Necaxa           | 1-2 | Santos        | Azteca             | 4 de enero | 20:45 |
| Puebla           | 1-1 | Cruz Azul     | Cuauhtémoc         | 5 de enero | 15:00 |
| Toluca           | 0-1 | UNAM          | La Bombonera       | 5 de enero | 15:00 |
| Correcaminos UAT | 2-2 | Tigres UANL   | Marte R. Gómez     | 5 de enero | 16:00 |
| Morelia          | 2-0 | Toros Hidalgo | Morelos            | 5 de enero | 16:00 |
| Monterrey        | 1-1 | León          | Tecnológico        | 5 de enero | 20:45 |
| Atlas            | 2-1 | Querétaro     | Jalisco            | 5 de enero | 20:45 |
| América          | 1-0 | Guadalajara   | Azteca             | 5 de enero | 20:45 |
| Veracruz         | 2-2 | U. de G.      | Luis Pirata Fuente | 5 de enero | 21:00 |
| Tecos UAG        | 1-2 | Atlante       | Tres de Marzo      | 6 de enero | 20:30 |

| Toros Hidalgo | 0-0 | Tigres UANL      | Hidalgo                | 8 de enero  | 15:30 |
| Monterrey     | 1-1 | Correcaminos UAT | Tecnológico            | 8 de enero  | 17:00 |
| Cruz Azul     | 1-1 | Necaxa           | Azteca                 | 8 de enero  | 17:00 |
| U. de G.      | 0-0 | América          | Jalisco                | 8 de enero  | 20:45 |
| UNAM          | 1-2 | Atlas            | Olímpico Universitario | 9 de enero  | 12:00 |
| Querétaro     | 1-2 | Tecos UAG        | Corregidora            | 9 de enero  | 12:00 |
| Guadalajara   | 1-1 | Morelia          | Jalisco                | 9 de enero  | 12:00 |
| León          | 0-1 | Toluca           | Nou Camp               | 9 de enero  | 12:00 |
| Santos        | 4-0 | Veracruz         | Corona                 | 9 de enero  | 16:00 |
| Atlante       | 2-0 | Puebla           | Azulgrana              | 10 de enero | 20:45 |

| Tecos UAG     | 0-0 | UNAM             | Tres de Marzo      | 14 de enero | 20:30 |
| Veracruz      | 2-0 | Cruz Azul        | Luis Pirata Fuente | 15 de enero | 16:00 |
| Tigres UANL   | 0-0 | Guadalajara      | Universitario      | 15 de enero | 17:00 |
| Atlas         | 2-1 | León             | Jalisco            | 15 de enero | 20:45 |
| Toluca        | 1-1 | Monterrey        | La Bombonera       | 16 de enero | 11:00 |
| Necaxa        | 3-0 | Atlante          | Azteca             | 16 de enero | 12:00 |
| Toros Hidalgo | 3-1 | Correcaminos UAT | Hidalgo            | 16 de enero | 12:00 |
| Puebla        | 1-1 | Querétaro        | Cuauhtémoc         | 16 de enero | 12:00 |
| Morelia       | 1-0 | U. de G.         | Morelos            | 16 de enero | 12:00 |
| América       | 1-1 | Santos           | Azteca             | 17 de enero | 20:45 |

| Atlante     | 1-2 | Veracruz         | Azulgrana              | 21 de enero | 20:45 |
| Monterrey   | 2-2 | Atlas            | Tecnológico            | 22 de enero | 17:00 |
| Cruz Azul   | 1-0 | América          | Azteca                 | 22 de enero | 17:00 |
| Querétaro   | 1-1 | Necaxa           | Corregidora            | 22 de enero | 20:30 |
| U. de G.    | 0-2 | Tigres UANL      | Jalisco                | 22 de enero | 20:45 |
| León        | 1-1 | Tecos UAG        | Nou Camp               | 22 de enero | 20:45 |
| Toluca      | 1-0 | Correcaminos UAT | La Bombonera           | 23 de enero | 11:00 |
| Guadalajara | 0-0 | Toros Hidalgo    | Jalisco                | 23 de enero | 12:00 |
| UNAM        | 1-1 | Puebla           | Olímpico Universitario | 23 de enero | 12:00 |
| Santos      | 3-3 | Morelia          | Corona                 | 23 de enero | 16:00 |

| Tecos UAG        | 1-1 | Monterrey   | Tres de Marzo      | 28 de enero | 20:30 |
| Necaxa           | 1-1 | UNAM        | Azteca             | 29 de enero | 16:00 |
| Veracruz         | 0-0 | Querétaro   | Luis Pirata Fuente | 29 de enero | 16:00 |
| Tigres UANL      | 1-3 | Santos      | Universitario      | 29 de enero | 17:00 |
| Atlas            | 2-1 | Toluca      | Jalisco            | 29 de enero | 20:45 |
| Puebla           | 1-0 | León        | Cuauhtémoc         | 30 de enero | 12:00 |
| Correcaminos UAT | 2-0 | Guadalajara | Marte R. Gómez     | 30 de enero | 12:00 |
| América          | 2-3 | Atlante     | Azteca             | 30 de enero | 12:00 |
| Toros Hidalgo    | 3-3 | U. de G.    | Hidalgo            | 30 de enero | 12:00 |
| Morelia          | 2-2 | Cruz Azul   | Morelos            | 30 de enero | 12:00 |

| Atlante   | 2-2 | Morelia          | Azulgrana              | 4 de febrero | 20:45 |
| Monterrey | 1-1 | Puebla           | Tecnológico            | 5 de febrero | 17:00 |
| Cruz Azul | 4-0 | Tigres UANL      | Azteca                 | 5 de febrero | 17:00 |
| Querétaro | 1-1 | América          | Corregidora            | 5 de febrero | 20:30 |
| Atlas     | 3-0 | Correcaminos UAT | Jalisco                | 5 de febrero | 20:45 |
| Toluca    | 0-1 | Tecos UAG        | La Bombonera           | 6 de febrero | 11:00 |
| UNAM      | 4-0 | Veracruz         | Olímpico Universitario | 6 de febrero | 12:00 |
| U. de G.  | 1-1 | Guadalajara      | Jalisco                | 6 de febrero | 12:00 |
| León      | 1-0 | Necaxa           | Nou Camp               | 6 de febrero | 12:00 |
| Santos    | 1-0 | Toros Hidalgo    | Corona                 | 6 de febrero | 16:00 |

| Toros Hidalgo    | 2-8 | Cruz Azul | Hidalgo            | 9 de febrero  | 15:30 |
| Correcaminos UAT | 1-0 | U. de G.  | Marte R. Gómez     | 9 de febrero  | 16:00 |
| Morelia          | 4-1 | Querétaro | Morelos            | 9 de febrero  | 16:00 |
| Puebla           | 0-4 | Toluca    | Cuauhtémoc         | 9 de febrero  | 20:30 |
| Necaxa           | 7-0 | Monterrey | Azteca             | 9 de febrero  | 20:45 |
| Tigres UANL      | 0-1 | Atlante   | Universitario      | 9 de febrero  | 20:45 |
| Guadalajara      | 1-1 | Santos    | Jalisco            | 9 de febrero  | 20:45 |
| Veracruz         | 3-0 | León      | Luis Pirata Fuente | 9 de febrero  | 21:00 |
| Tecos UAG        | 0-0 | Atlas     | Tres de Marzo      | 10 de febrero | 20:30 |
| América          | 1-2 | UNAM      | Azteca             | 10 de febrero | 20:45 |

| Monterrey | 3-2 | Veracruz         | Tecnológico            | 12 de febrero | 17:00 |
| Cruz Azul | 1-1 | Guadalajara      | Azteca                 | 12 de febrero | 17:00 |
| Querétaro | 3-1 | Tigres UANL      | Corregidora            | 12 de febrero | 20:30 |
| Toluca    | 1-1 | Necaxa           | La Bombonera           | 13 de febrero | 11:00 |
| León      | 1-0 | América          | Nou Camp               | 13 de febrero | 12:00 |
| UNAM      | 1-3 | Morelia          | Olímpico Universitario | 13 de febrero | 12:00 |
| Santos    | 3-2 | U. de G.         | Corona                 | 13 de febrero | 16:00 |
| Atlas     | 0-0 | Puebla           | Jalisco                | 13 de febrero | 17:00 |
| Tecos UAG | 1-0 | Correcaminos UAT | Tres de Marzo          | 14 de febrero | 20:30 |
| Atlante   | 5-1 | Toros Hidalgo    | Azulgrana              | 14 de febrero | 20:45 |

| Necaxa           | 1-1 | Atlas     | Azteca             | 19 de febrero | 16:00 |
| Veracruz         | 1-0 | Toluca    | Luis Pirata Fuente | 19 de febrero | 16:00 |
| Tigres UANL      | 1-0 | UNAM      | Universitario      | 19 de febrero | 17:00 |
| U. de G.         | 1-1 | Cruz Azul | Jalisco            | 19 de febrero | 20:45 |
| Puebla           | 0-1 | Tecos UAG | Cuauhtémoc         | 20 de febrero | 12:00 |
| Morelia          | 0-0 | León      | Morelos            | 20 de febrero | 12:00 |
| Guadalajara      | 1-2 | Atlante   | Jalisco            | 20 de febrero | 12:00 |
| América          | 6-0 | Monterrey | Azteca             | 20 de febrero | 12:00 |
| Toros Hidalgo    | 1-1 | Querétaro | Hidalgo            | 20 de febrero | 12:00 |
| Correcaminos UAT | 0-0 | Santos    | Marte R. Gómez     | 20 de febrero | 12:00 |

| UNAM      | 2-0 | Toros Hidalgo    | Olímpico Universitario | 25 de febrero | 15:00 |
| Tecos UAG | 4-0 | Necaxa           | Tres de Marzo          | 25 de febrero | 20:30 |
| Monterrey | 4-4 | Morelia          | Tecnológico            | 26 de febrero | 17:00 |
| Cruz Azul | 0-0 | Santos           | Azteca                 | 26 de febrero | 17:00 |
| Querétaro | 0-1 | Guadalajara      | Corregidora            | 26 de febrero | 20:30 |
| Atlas     | 1-2 | Veracruz         | Jalisco                | 26 de febrero | 20:45 |
| León      | 4-1 | Tigres UANL      | Nou Camp               | 26 de febrero | 20:45 |
| Toluca    | 2-1 | América          | La Bombonera           | 27 de febrero | 11:00 |
| Puebla    | 1-1 | Correcaminos UAT | Cuauhtémoc             | 27 de febrero | 12:00 |
| Atlante   | 4-1 | U. de G.         | Azulgrana              | 27 de febrero | 12:00 |

| Necaxa           | 2-2 | Puebla    | Azteca             | 5 de marzo | 16:00 |
| Veracruz         | 0-1 | Tecos UAG | Luis Pirata Fuente | 5 de marzo | 16:00 |
| Tigres UANL      | 2-4 | Monterrey | Universitario      | 5 de marzo | 17:00 |
| U. de G.         | 1-1 | Querétaro | Jalisco            | 5 de marzo | 20:45 |
| América          | 3-1 | Atlas     | Azteca             | 6 de marzo | 12:00 |
| Toros Hidalgo    | 3-2 | León      | Hidalgo            | 6 de marzo | 12:00 |
| Guadalajara      | 0-0 | UNAM      | Jalisco            | 6 de marzo | 12:00 |
| Morelia          | 0-2 | Toluca    | Morelos            | 6 de marzo | 12:00 |
| Correcaminos UAT | 0-2 | Cruz Azul | Marte R. Gómez     | 6 de marzo | 12:00 |
| Santos           | 3-2 | Atlante   | Corona             | 6 de marzo | 16:00 |

| Tecos UAG | 4-0 | América          | Tres de Marzo          | 11 de marzo | 20:30 |
| Necaxa    | 2-2 | Correcaminos UAT | Azteca                 | 11 de marzo | 20:45 |
| UNAM      | 2-0 | U. de G.         | Olímpico Universitario | 12 de marzo | 15:00 |
| Monterrey | 2-1 | Toros Hidalgo    | Tecnológico            | 12 de marzo | 17:00 |
| Querétaro | 1-1 | Santos           | Corregidora            | 12 de marzo | 20:30 |
| Atlas     | 4-0 | Morelia          | Jalisco                | 12 de marzo | 20:45 |
| León      | 0-0 | Guadalajara      | Nou Camp               | 12 de marzo | 20:45 |
| Toluca    | 3-0 | Tigres UANL      | La Bombonera           | 13 de marzo | 11:00 |
| Puebla    | 0-1 | Veracruz         | Cuauhtémoc             | 13 de marzo | 12:00 |
| Atlante   | 1-2 | Cruz Azul        | Azulgrana              | 13 de marzo | 12:00 |

| U. de G.         | 0-3 | León      | Jalisco            | 15 de marzo | 20:45 |
| Toros Hidalgo    | 2-3 | Toluca    | Hidalgo            | 16 de marzo | 15:30 |
| Santos           | 3-1 | UNAM      | Corona             | 16 de marzo | 16:00 |
| Morelia          | 3-1 | Tecos UAG | Morelos            | 16 de marzo | 16:00 |
| Correcaminos UAT | 2-3 | Atlante   | Marte R. Gómez     | 16 de marzo | 16:00 |
| Tigres UANL      | 1-1 | Atlas     | Universitario      | 16 de marzo | 20:45 |
| Cruz Azul        | 1-0 | Querétaro | Azteca             | 16 de marzo | 20:45 |
| Guadalajara      | 1-0 | Monterrey | Jalisco            | 16 de marzo | 20:45 |
| Veracruz         | 3-0 | Necaxa    | Luis Pirata Fuente | 16 de marzo | 21:00 |
| América          | 2-0 | Puebla    | Azteca             | 17 de marzo | 20:45 |

| UNAM      | 1-2 | Cruz Azul        | Olímpico Universitario | 19 de marzo | 15:00 |
| Veracruz  | 2-1 | Correcaminos UAT | Marte R. Gómez         | 19 de marzo | 16:00 |
| Querétaro | 2-4 | Atlante          | Corregidora            | 19 de marzo | 20:30 |
| Monterrey | 3-0 | U. de G.         | Tecnológico            | 19 de marzo | 20:45 |
| Atlas     | 3-0 | Toros Hidalgo    | Jalisco                | 19 de marzo | 20:45 |
| León      | 6-2 | Santos           | Nou Camp               | 19 de marzo | 20:45 |
| Toluca    | 1-2 | Guadalajara      | La Bombonera           | 20 de marzo | 11:00 |
| Tecos UAG | 0-0 | Tigres UANL      | Tres de Marzo          | 20 de marzo | 12:00 |
| Necaxa    | 1-0 | América          | Azteca                 | 20 de marzo | 12:00 |
| Puebla    | 2-3 | Morelia          | Cuauhtémoc             | 20 de marzo | 12:00 |

| Atlante       | 0-1 | UNAM             | Azulgrana     | 25 de marzo | 20:45 |
| Tigres UANL   | 1-0 | Puebla           | Universitario | 26 de marzo | 17:00 |
| Cruz Azul     | 0-1 | León             | Azteca        | 26 de marzo | 17:00 |
| Querétaro     | 3-0 | Correcaminos UAT | Corregidora   | 26 de marzo | 20:30 |
| U. de G.      | 0-0 | Toluca           | Jalisco       | 26 de marzo | 20:45 |
| Toros Hidalgo | 1-1 | Tecos UAG        | Hidalgo       | 27 de marzo | 12:00 |
| Morelia       | 2-0 | Necaxa           | Morelos       | 27 de marzo | 12:00 |
| Guadalajara   | 0-0 | Atlas            | Jalisco       | 27 de marzo | 12:00 |
| Santos        | 3-0 | Monterrey        | Corona        | 27 de marzo | 16:00 |
| América       | 5-1 | Veracruz         | Azteca        | 27 de marzo | 20:45 |

| Tecos UAG        | 2-1 | Guadalajara   | Tres de Marzo          | 30 de marzo | 20:30 |
| Puebla           | 3-2 | Toros Hidalgo | Cuauhtémoc             | 2 de abril  | 12:00 |
| León             | 2-1 | Atlante       | Nou Camp               | 2 de abril  | 17:00 |
| Veracruz         | 1-2 | Morelia       | Luis Pirata Fuente     | 2 de abril  | 17:00 |
| Monterrey        | 1-3 | Cruz Azul     | Tecnológico            | 2 de abril  | 17:00 |
| Atlas            | 2-1 | U. de G.      | Jalisco                | 2 de abril  | 17:00 |
| UNAM             | 2-1 | Querétaro     | Olímpico Universitario | 2 de abril  | 17:00 |
| Toluca           | 3-0 | Santos        | La Bombonera           | 3 de abril  | 11:00 |
| Necaxa           | 2-1 | Tigres UANL   | Azteca                 | 3 de abril  | 12:00 |
| Correcaminos UAT | 1-1 | América       | Marte R. Gómez         | 3 de abril  | 12:00 |

Notas:
- Correcaminos de la UAT jugó la mayoría de sus juegos en el estadio Marte R. Gómez de Ciudad Victoria, sin embargo en algunas jornadas también utilizó el estadio Tamaulipas de Tampico.
- El partido entre Toros Neza y Santos no se disputó por las malas condiciones del Estadio Neza 86, motivo por el que se le otorgó la victoria administrativamente al conjunto visitante.
- A partir de la Jornada 11, el equipo de Toros Neza se muda al Estadio Hidalgo en la ciudad de Pachuca, motivo por el cual el club pasa a llamarse Toros Hidalgo
- Debido a la celebración de una serie de conciertos del cantante Michael Jackson los días 29 y 30 del mes de octubre, y el 7, 9 y 11 de noviembre en el Estadio Azteca, fue necesario que los clubes América, Cruz Azul y Necaxa buscaran sedes alternas. Siendo los estadios Azulgrana y  10 de diciembre las casas temporales de los americanistas, los rayos y los azules respectivamente. Esta situación se mantuvo desde la jornada 13 hasta la 18, recuperando las actividades en el llamado Coloso de Santa Úrsula a partir de la semana 19.

## Tabla general
| Pos. | Equipo           | Pts. | PJ | G  | E  | P  | GF | GC | Dif. | Clasificación                   |
| ---- | ---------------- | ---- | -- | -- | -- | -- | -- | -- | ---- | ------------------------------- |
| 1    | Tecos UAG (C)    | 51   | 38 | 17 | 17 | 4  | 49 | 26 | +23  | Cuartos de final de la liguilla |
| 2    | Cruz Azul        | 48   | 38 | 18 | 12 | 8  | 62 | 33 | +29  | Cuartos de final de la liguilla |
| 3    | Toluca           | 46   | 38 | 18 | 10 | 10 | 54 | 32 | +22  | Cuartos de final de la liguilla |
| 4    | Santos           | 45   | 38 | 16 | 13 | 9  | 58 | 56 | +2   | Cuartos de final de la liguilla |
| 5    | Atlas            | 43   | 38 | 16 | 11 | 11 | 55 | 40 | +15  | Cuartos de final de la liguilla |
| 6    | Guadalajara      | 43   | 38 | 15 | 13 | 10 | 44 | 34 | +10  | Reclasificación a liguilla      |
| 7    | Atlante          | 42   | 38 | 19 | 4  | 15 | 78 | 59 | +19  | Cuartos de final de la liguilla |
| 8    | América          | 40   | 38 | 17 | 6  | 15 | 67 | 51 | +16  | Reclasificación a liguilla      |
| 9    | Necaxa           | 39   | 38 | 12 | 15 | 11 | 54 | 52 | +2   | Reclasificación a liguilla      |
| 10   | Atlético Morelia | 39   | 38 | 14 | 11 | 13 | 64 | 65 | −1   | Reclasificación a liguilla      |
| 11   | UNAM             | 38   | 38 | 15 | 8  | 15 | 57 | 46 | +11  |                                 |
| 12   | León             | 38   | 38 | 14 | 10 | 14 | 47 | 50 | −3   |                                 |
| 13   | Monterrey        | 36   | 38 | 12 | 12 | 14 | 56 | 71 | −15  |                                 |
| 14   | Puebla           | 34   | 38 | 9  | 16 | 13 | 41 | 49 | −8   |                                 |
| 15   | Veracruz         | 34   | 38 | 12 | 10 | 16 | 50 | 65 | −15  |                                 |
| 16   | Toros Hidalgo    | 31   | 38 | 10 | 11 | 17 | 46 | 69 | −23  |                                 |
| 17   | Tigres           | 30   | 38 | 7  | 16 | 15 | 34 | 58 | −24  |                                 |
| 18   | U de G           | 29   | 38 | 8  | 13 | 17 | 39 | 60 | −21  |                                 |
| 19   | Correcaminos UAT | 27   | 38 | 6  | 15 | 17 | 36 | 53 | −17  |                                 |
| 20   | Querétaro (D)    | 27   | 38 | 6  | 15 | 17 | 38 | 60 | −22  | Descenso de categoría           |

 Fuente: [cita requerida]

### Grupos

#### Grupo 1
| Pos. | Equipo | Pts. | PJ | G  | E  | P  | GF | GC | Dif. | Clasificación                   |
| ---- | ------ | ---- | -- | -- | -- | -- | -- | -- | ---- | ------------------------------- |
| 1    | Santos | 45   | 38 | 16 | 13 | 9  | 58 | 56 | +2   | Cuartos de final de la liguilla |
| 2    | Necaxa | 39   | 38 | 12 | 15 | 11 | 54 | 52 | +2   | Reclasificación a liguilla      |
| 3    | Puebla | 34   | 38 | 9  | 16 | 13 | 41 | 49 | −8   |                                 |
| 4    | Tigres | 30   | 38 | 7  | 16 | 15 | 34 | 58 | −24  |                                 |
| 5    | U de G | 29   | 38 | 8  | 13 | 17 | 39 | 60 | −21  |                                 |

 Fuente: [cita requerida]

#### Grupo 2
| Pos. | Equipo           | Pts. | PJ | G  | E  | P  | GF | GC | Dif. | Clasificación                   |
| ---- | ---------------- | ---- | -- | -- | -- | -- | -- | -- | ---- | ------------------------------- |
| 1    | Atlante          | 42   | 38 | 19 | 4  | 15 | 78 | 59 | +19  | Cuartos de final de la liguilla |
| 2    | Atlético Morelia | 39   | 38 | 14 | 11 | 13 | 64 | 65 | −1   | Reclasificación a liguilla      |
| 3    | UNAM             | 38   | 38 | 15 | 8  | 15 | 57 | 46 | +11  |                                 |
| 4    | León             | 38   | 38 | 14 | 10 | 14 | 47 | 50 | −3   |                                 |
| 5    | Querétaro (D)    | 27   | 38 | 6  | 15 | 17 | 38 | 60 | −22  | Descenso de categoría           |

 Fuente: [cita requerida]

#### Grupo 3
| Pos. | Equipo           | Pts. | PJ | G  | E  | P  | GF | GC | Dif. | Clasificación                   |
| ---- | ---------------- | ---- | -- | -- | -- | -- | -- | -- | ---- | ------------------------------- |
| 1    | Cruz Azul        | 48   | 38 | 18 | 12 | 8  | 62 | 33 | +29  | Cuartos de final de la liguilla |
| 2    | Toluca           | 46   | 38 | 18 | 10 | 10 | 54 | 32 | +22  | Cuartos de final de la liguilla |
| 3    | América          | 40   | 38 | 17 | 6  | 15 | 67 | 51 | +16  | Reclasificación a liguilla      |
| 4    | Veracruz         | 34   | 38 | 12 | 10 | 16 | 50 | 65 | −15  |                                 |
| 5    | Correcaminos UAT | 27   | 38 | 6  | 15 | 17 | 36 | 53 | −17  |                                 |

 Fuente: [cita requerida]

#### Grupo 4
| Pos. | Equipo        | Pts. | PJ | G  | E  | P  | GF | GC | Dif. | Clasificación                   |
| ---- | ------------- | ---- | -- | -- | -- | -- | -- | -- | ---- | ------------------------------- |
| 1    | Tecos UAG (C) | 51   | 38 | 17 | 17 | 4  | 49 | 26 | +23  | Cuartos de final de la liguilla |
| 2    | Atlas         | 43   | 38 | 16 | 11 | 11 | 55 | 40 | +15  | Cuartos de final de la liguilla |
| 3    | Guadalajara   | 43   | 38 | 15 | 13 | 10 | 44 | 34 | +10  | Reclasificación a liguilla      |
| 4    | Monterrey     | 36   | 38 | 12 | 12 | 14 | 56 | 71 | −15  |                                 |
| 5    | Toros Hidalgo | 31   | 38 | 10 | 11 | 17 | 46 | 69 | −23  |                                 |

 Fuente: [cita requerida]

## Fase final

### Reclasificación
| 6 de abril de 1994, 20:45 | Necaxa | 0:2 | América                            | Estadio Azteca, Ciudad de México |  |
|                           |        |     | Martelloto 55' · de los Santos 68' |                                  |  |

| 10 de abril de 1994, 12:00                  | América       | 2:2 (4:2) | Necaxa                          | Estadio Azteca, Ciudad de México |  |
|                                             | Zague 32' 41' |           | García Aspe 70' · Ivo Basay 79' |                                  |  |
| América clasifica a la liguilla. Global 4-2 |               |           |                                 |                                  |  |

| 7 de abril de 1994, 16:00 | Morelia             | 2:2 | Guadalajara              | Estadio Morelos, Morelia, Michoacán |  |
|                           | Vera 8' · Pérez 18' |     | Vázquez 44' · García 73' |                                     |  |

| 10 de abril de 1994, 12:00                  | Guadalajara                | 2:3 (4:5) | Morelia                     | Estadio Jalisco, Guadalajara, Jalisco |  |
|                                             | Arellano 64' · Galindo 85' |           | Vera 38' 59' · Figueroa 81' |                                       |  |
| Morelia clasifica a la liguilla. Global 4-5 |                            |           |                             |                                       |  |

### Liguilla
|  | Reclasificación                                           | Reclasificación                                           | Reclasificación                                           | Reclasificación                                           | Reclasificación                                           |   |   | Cuartos de final                                                 | Cuartos de final                                                 | Cuartos de final                                                 | Cuartos de final                                                 | Cuartos de final                                                 |   |   | Semifinales                                                      | Semifinales                                                      | Semifinales                                                      | Semifinales                                                      | Semifinales                                                      |  |   | Final                                                  | Final                                                  | Final                                                  | Final                                                  | Final                                                  |  |
|  | 6 y 7 de abril de 1994 (ida) 10 de abril de 1994 (vuelta) | 6 y 7 de abril de 1994 (ida) 10 de abril de 1994 (vuelta) | 6 y 7 de abril de 1994 (ida) 10 de abril de 1994 (vuelta) | 6 y 7 de abril de 1994 (ida) 10 de abril de 1994 (vuelta) | 6 y 7 de abril de 1994 (ida) 10 de abril de 1994 (vuelta) |   |   | 13 y 14 de abril de 1994 (ida) 16 y 17 de abril de 1994 (vuelta) | 13 y 14 de abril de 1994 (ida) 16 y 17 de abril de 1994 (vuelta) | 13 y 14 de abril de 1994 (ida) 16 y 17 de abril de 1994 (vuelta) | 13 y 14 de abril de 1994 (ida) 16 y 17 de abril de 1994 (vuelta) | 13 y 14 de abril de 1994 (ida) 16 y 17 de abril de 1994 (vuelta) |   |   | 20 y 21 de abril de 1994 (ida) 23 y 24 de abril de 1994 (vuelta) | 20 y 21 de abril de 1994 (ida) 23 y 24 de abril de 1994 (vuelta) | 20 y 21 de abril de 1994 (ida) 23 y 24 de abril de 1994 (vuelta) | 20 y 21 de abril de 1994 (ida) 23 y 24 de abril de 1994 (vuelta) | 20 y 21 de abril de 1994 (ida) 23 y 24 de abril de 1994 (vuelta) |  |   | 27 de abril de 1994 (ida) 30 de abril de 1994 (vuelta) | 27 de abril de 1994 (ida) 30 de abril de 1994 (vuelta) | 27 de abril de 1994 (ida) 30 de abril de 1994 (vuelta) | 27 de abril de 1994 (ida) 30 de abril de 1994 (vuelta) | 27 de abril de 1994 (ida) 30 de abril de 1994 (vuelta) |  |
|  |                                                           |                                                           |                                                           |                                                           |                                                           |   |   |                                                                  |                                                                  |                                                                  |                                                                  |                                                                  |   |   |                                                                  |                                                                  |                                                                  |                                                                  |                                                                  |  |   |                                                        |                                                        |                                                        |                                                        |                                                        |  |
|  |                                                           |                                                           |                                                           |                                                           |                                                           |   |   |                                                                  |                                                                  |                                                                  |                                                                  |                                                                  |   |   |                                                                  |                                                                  |                                                                  |                                                                  |                                                                  |  |   |                                                        |                                                        |                                                        |                                                        |                                                        |  |
|  |                                                           |                                                           |                                                           |                                                           |                                                           |   |   |                                                                  |                                                                  |                                                                  |                                                                  |                                                                  |   |   |                                                                  |                                                                  |                                                                  |                                                                  |                                                                  |  |   |                                                        |                                                        |                                                        |                                                        |                                                        |  |
|  |                                                           |                                                           |                                                           |                                                           |                                                           |   |   |                                                                  |                                                                  |                                                                  |                                                                  |                                                                  |   |   |                                                                  |                                                                  |                                                                  |                                                                  |                                                                  |  |   |                                                        |                                                        |                                                        |                                                        |                                                        |  |
|  |                                                           |                                                           |                                                           |                                                           |                                                           |   |   |                                                                  |                                                                  |                                                                  |                                                                  |                                                                  |   |   |                                                                  |                                                                  |                                                                  |                                                                  |                                                                  |  |   |                                                        |                                                        |                                                        |                                                        |                                                        |  |
|  |                                                           | 1                                                         | Tecos UAG                                                 | 3                                                         | 3                                                         | 6 |   |                                                                  |                                                                  |                                                                  |                                                                  |                                                                  |   |   |                                                                  |                                                                  |                                                                  |                                                                  |                                                                  |  |   |                                                        |                                                        |                                                        |                                                        |                                                        |  |
|  |                                                           |                                                           |                                                           |                                                           |                                                           | 6 |   |                                                                  |                                                                  |                                                                  |                                                                  |                                                                  |   |   |                                                                  |                                                                  |                                                                  |                                                                  |                                                                  |  |   |                                                        |                                                        |                                                        |                                                        |                                                        |  |
|  |                                                           |                                                           | 10                                                        | Atlético Morelia                                          | 0                                                         | 0 | 0 |                                                                  |                                                                  |                                                                  |                                                                  |                                                                  |   |   |                                                                  |                                                                  |                                                                  |                                                                  |                                                                  |  |   |                                                        |                                                        |                                                        |                                                        |                                                        |  |
|  | 6                                                         | Guadalajara                                               | 10                                                        | Atlético Morelia                                          | 0                                                         | 0 | 0 | 2                                                                | 2                                                                | 4                                                                |                                                                  |                                                                  |   |   |                                                                  |                                                                  |                                                                  |                                                                  |                                                                  |  |   |                                                        |                                                        |                                                        |                                                        |                                                        |  |
|  | 6                                                         | Guadalajara                                               |                                                           |                                                           |                                                           |   |   |                                                                  |                                                                  | 4                                                                |                                                                  |                                                                  |   |   |                                                                  |                                                                  |                                                                  |                                                                  |                                                                  |  |   |                                                        |                                                        |                                                        |                                                        |                                                        |  |
|  | 10                                                        | Atlético Morelia                                          | 2                                                         | 3                                                         | 5                                                         |   |   |                                                                  |                                                                  |                                                                  |                                                                  |                                                                  |   |   |                                                                  |                                                                  |                                                                  |                                                                  |                                                                  |  |   |                                                        |                                                        |                                                        |                                                        |                                                        |  |
|  | 10                                                        | Atlético Morelia                                          | 2                                                         | 3                                                         | 5                                                         |   |   |                                                                  |                                                                  |                                                                  |                                                                  |                                                                  |   | 1 | Tecos UAG (v.)                                                   | 3                                                                | 1                                                                | 4                                                                |                                                                  |  |   |                                                        |                                                        |                                                        |                                                        |                                                        |  |
|  |                                                           |                                                           |                                                           |                                                           |                                                           |   |   |                                                                  |                                                                  |                                                                  |                                                                  |                                                                  |   | 1 | Tecos UAG (v.)                                                   | 3                                                                | 1                                                                | 4                                                                |                                                                  |  |   |                                                        |                                                        |                                                        |                                                        |                                                        |  |
|  |                                                           |                                                           | 8                                                         | América                                                   | 2                                                         | 2 | 4 |                                                                  |                                                                  |                                                                  |                                                                  |                                                                  |   |   |                                                                  |                                                                  |                                                                  |                                                                  |                                                                  |  |   |                                                        |                                                        |                                                        |                                                        |                                                        |  |
|  |                                                           |                                                           | 8                                                         | América                                                   | 2                                                         | 2 | 4 |                                                                  |                                                                  |                                                                  |                                                                  |                                                                  |   |   |                                                                  |                                                                  |                                                                  |                                                                  |                                                                  |  |   |                                                        |                                                        |                                                        |                                                        |                                                        |  |
|  |                                                           |                                                           |                                                           |                                                           |                                                           |   |   |                                                                  |                                                                  |                                                                  |                                                                  |                                                                  |   |   |                                                                  |                                                                  |                                                                  |                                                                  |                                                                  |  |   |                                                        |                                                        |                                                        |                                                        |                                                        |  |
|  |                                                           |                                                           |                                                           |                                                           |                                                           |   |   |                                                                  |                                                                  |                                                                  |                                                                  |                                                                  |   |   |                                                                  |                                                                  |                                                                  |                                                                  |                                                                  |  |   |                                                        |                                                        |                                                        |                                                        |                                                        |  |
|  |                                                           | 2                                                         | Cruz Azul                                                 | 1                                                         | 1                                                         | 2 |   |                                                                  |                                                                  |                                                                  |                                                                  |                                                                  |   |   |                                                                  |                                                                  |                                                                  |                                                                  |                                                                  |  |   |                                                        |                                                        |                                                        |                                                        |                                                        |  |
|  |                                                           |                                                           |                                                           |                                                           |                                                           | 2 |   |                                                                  |                                                                  |                                                                  |                                                                  |                                                                  |   |   |                                                                  |                                                                  |                                                                  |                                                                  |                                                                  |  |   |                                                        |                                                        |                                                        |                                                        |                                                        |  |
|  |                                                           |                                                           | 8                                                         | América                                                   | 1                                                         | 2 | 3 |                                                                  |                                                                  |                                                                  |                                                                  |                                                                  |   |   |                                                                  |                                                                  |                                                                  |                                                                  |                                                                  |  |   |                                                        |                                                        |                                                        |                                                        |                                                        |  |
|  | 8                                                         | América                                                   | 8                                                         | América                                                   | 1                                                         | 2 | 3 | 2                                                                | 2                                                                | 4                                                                |                                                                  |                                                                  |   |   |                                                                  |                                                                  |                                                                  |                                                                  |                                                                  |  |   |                                                        |                                                        |                                                        |                                                        |                                                        |  |
|  | 8                                                         | América                                                   |                                                           |                                                           |                                                           |   |   |                                                                  |                                                                  | 4                                                                |                                                                  |                                                                  |   |   |                                                                  |                                                                  |                                                                  |                                                                  |                                                                  |  |   |                                                        |                                                        |                                                        |                                                        |                                                        |  |
|  | 9                                                         | Necaxa                                                    | 0                                                         | 2                                                         | 2                                                         |   |   |                                                                  |                                                                  |                                                                  |                                                                  |                                                                  |   |   |                                                                  |                                                                  |                                                                  |                                                                  |                                                                  |  |   |                                                        |                                                        |                                                        |                                                        |                                                        |  |
|  | 9                                                         | Necaxa                                                    | 0                                                         | 2                                                         | 2                                                         |   |   |                                                                  |                                                                  |                                                                  |                                                                  |                                                                  |   |   |                                                                  |                                                                  |                                                                  |                                                                  |                                                                  |  | 1 | Tecos UAG (t.s.)                                       | 0                                                      | 2                                                      | 2                                                      |                                                        |  |
|  |                                                           |                                                           |                                                           |                                                           |                                                           |   |   |                                                                  |                                                                  |                                                                  |                                                                  |                                                                  |   |   |                                                                  |                                                                  |                                                                  |                                                                  |                                                                  |  | 1 | Tecos UAG (t.s.)                                       | 0                                                      | 2                                                      | 2                                                      |                                                        |  |
|  |                                                           |                                                           | 4                                                         | Santos                                                    | 1                                                         | 0 | 1 |                                                                  |                                                                  |                                                                  |                                                                  |                                                                  |   |   |                                                                  |                                                                  |                                                                  |                                                                  |                                                                  |  |   |                                                        |                                                        |                                                        |                                                        |                                                        |  |
|  |                                                           |                                                           | 4                                                         | Santos                                                    | 1                                                         | 0 | 1 |                                                                  |                                                                  |                                                                  |                                                                  |                                                                  |   |   |                                                                  |                                                                  |                                                                  |                                                                  |                                                                  |  |   |                                                        |                                                        |                                                        |                                                        |                                                        |  |
|  |                                                           |                                                           |                                                           |                                                           |                                                           |   |   |                                                                  |                                                                  |                                                                  |                                                                  |                                                                  |   |   |                                                                  |                                                                  |                                                                  |                                                                  |                                                                  |  |   |                                                        |                                                        |                                                        |                                                        |                                                        |  |
|  |                                                           |                                                           |                                                           |                                                           |                                                           |   |   |                                                                  |                                                                  |                                                                  |                                                                  |                                                                  |   |   |                                                                  |                                                                  |                                                                  |                                                                  |                                                                  |  |   |                                                        |                                                        |                                                        |                                                        |                                                        |  |
|  |                                                           | 3                                                         | Toluca                                                    | 1                                                         | 3                                                         | 4 |   |                                                                  |                                                                  |                                                                  |                                                                  |                                                                  |   |   |                                                                  |                                                                  |                                                                  |                                                                  |                                                                  |  |   |                                                        |                                                        |                                                        |                                                        |                                                        |  |
|  |                                                           |                                                           |                                                           |                                                           |                                                           | 4 |   |                                                                  |                                                                  |                                                                  |                                                                  |                                                                  |   |   |                                                                  |                                                                  |                                                                  |                                                                  |                                                                  |  |   |                                                        |                                                        |                                                        |                                                        |                                                        |  |
|  |                                                           |                                                           | 7                                                         | Atlante                                                   | 1                                                         | 2 | 3 |                                                                  |                                                                  |                                                                  |                                                                  |                                                                  |   |   |                                                                  |                                                                  |                                                                  |                                                                  |                                                                  |  |   |                                                        |                                                        |                                                        |                                                        |                                                        |  |
|  |                                                           |                                                           | 7                                                         | Atlante                                                   | 1                                                         | 2 | 3 |                                                                  |                                                                  |                                                                  |                                                                  |                                                                  |   |   |                                                                  |                                                                  |                                                                  |                                                                  |                                                                  |  |   |                                                        |                                                        |                                                        |                                                        |                                                        |  |
|  |                                                           |                                                           |                                                           |                                                           |                                                           |   |   |                                                                  |                                                                  |                                                                  |                                                                  |                                                                  |   |   |                                                                  |                                                                  |                                                                  |                                                                  |                                                                  |  |   |                                                        |                                                        |                                                        |                                                        |                                                        |  |
|  |                                                           |                                                           |                                                           |                                                           |                                                           |   |   |                                                                  |                                                                  |                                                                  |                                                                  |                                                                  |   |   |                                                                  |                                                                  |                                                                  |                                                                  |                                                                  |  |   |                                                        |                                                        |                                                        |                                                        |                                                        |  |
|  |                                                           |                                                           |                                                           |                                                           |                                                           |   |   |                                                                  | 3                                                                | Toluca                                                           | 0                                                                | 1                                                                | 1 |   |                                                                  |                                                                  |                                                                  |                                                                  |                                                                  |  |   |                                                        |                                                        |                                                        |                                                        |                                                        |  |
|  |                                                           |                                                           |                                                           |                                                           |                                                           |   |   |                                                                  |                                                                  |                                                                  |                                                                  |                                                                  | 1 |   |                                                                  |                                                                  |                                                                  |                                                                  |                                                                  |  |   |                                                        |                                                        |                                                        |                                                        |                                                        |  |
|  |                                                           |                                                           | 4                                                         | Santos                                                    | 2                                                         | 0 | 2 |                                                                  |                                                                  |                                                                  |                                                                  |                                                                  |   |   |                                                                  |                                                                  |                                                                  |                                                                  |                                                                  |  |   |                                                        |                                                        |                                                        |                                                        |                                                        |  |
|  |                                                           |                                                           | 4                                                         | Santos                                                    | 2                                                         | 0 | 2 |                                                                  |                                                                  |                                                                  |                                                                  |                                                                  |   |   |                                                                  |                                                                  |                                                                  |                                                                  |                                                                  |  |   |                                                        |                                                        |                                                        |                                                        |                                                        |  |
|  |                                                           |                                                           |                                                           |                                                           |                                                           |   |   |                                                                  |                                                                  |                                                                  |                                                                  |                                                                  |   |   |                                                                  |                                                                  |                                                                  |                                                                  |                                                                  |  |   |                                                        |                                                        |                                                        |                                                        |                                                        |  |
|  |                                                           |                                                           |                                                           |                                                           |                                                           |   |   |                                                                  |                                                                  |                                                                  |                                                                  |                                                                  |   |   |                                                                  |                                                                  |                                                                  |                                                                  |                                                                  |  |   |                                                        |                                                        |                                                        |                                                        |                                                        |  |
|  |                                                           | 4                                                         | Santos                                                    | 0                                                         | 3                                                         | 3 |   |                                                                  |                                                                  |                                                                  |                                                                  |                                                                  |   |   |                                                                  |                                                                  |                                                                  |                                                                  |                                                                  |  |   |                                                        |                                                        |                                                        |                                                        |                                                        |  |
|  |                                                           |                                                           |                                                           |                                                           |                                                           | 3 |   |                                                                  |                                                                  |                                                                  |                                                                  |                                                                  |   |   |                                                                  |                                                                  |                                                                  |                                                                  |                                                                  |  |   |                                                        |                                                        |                                                        |                                                        |                                                        |  |
|  |                                                           |                                                           | 5                                                         | Atlas                                                     | 1                                                         | 1 | 2 |                                                                  |                                                                  |                                                                  |                                                                  |                                                                  |   |   |                                                                  |                                                                  |                                                                  |                                                                  |                                                                  |  |   |                                                        |                                                        |                                                        |                                                        |                                                        |  |
|  |                                                           |                                                           | 5                                                         | Atlas                                                     | 1                                                         | 1 | 2 |                                                                  |                                                                  |                                                                  |                                                                  |                                                                  |   |   |                                                                  |                                                                  |                                                                  |                                                                  |                                                                  |  |   |                                                        |                                                        |                                                        |                                                        |                                                        |  |
|  |                                                           |                                                           |                                                           |                                                           |                                                           |   |   |                                                                  |                                                                  |                                                                  |                                                                  |                                                                  |   |   |                                                                  |                                                                  |                                                                  |                                                                  |                                                                  |  |   |                                                        |                                                        |                                                        |                                                        |                                                        |  |
|  |                                                           |                                                           |                                                           |                                                           |                                                           |   |   |                                                                  |                                                                  |                                                                  |                                                                  |                                                                  |   |   |                                                                  |                                                                  |                                                                  |                                                                  |                                                                  |  |   |                                                        |                                                        |                                                        |                                                        |                                                        |  |
|  |                                                           |                                                           |                                                           |                                                           |                                                           |   |   |                                                                  |                                                                  |                                                                  |                                                                  |                                                                  |   |   |                                                                  |                                                                  |                                                                  |                                                                  |                                                                  |  |   |                                                        |                                                        |                                                        |                                                        |                                                        |  |
|  |                                                           |                                                           |                                                           |                                                           |                                                           |   |   |                                                                  |                                                                  |                                                                  |                                                                  |                                                                  |   |   |                                                                  |                                                                  |                                                                  |                                                                  |                                                                  |  |   |                                                        |                                                        |                                                        |                                                        |                                                        |  |

### Cuartos de final
| 13 de abril de 1994, 16:00 | Morelia | 0:3 (0:0) | Tecos UAG                   | Estadio Morelos, Morelia |  |
|                            |         |           | Rizo 53' 54' · Ordiales 63' |                          |  |

| 16 de abril de 1994, 20:30             | Tecos UAG                      | 3:0 (0:0) (Global 6:0) | Morelia | Estadio Tres de Marzo, Zapopan |  |
|                                        | Donizete 46' 56' · Gallaga 58' |                        |         |                                |  |
| Tecos UAG clasificó a las Semifinales. |                                |                        |         |                                |  |

| 13 de abril de 1994, 20:45 | América            | 1:1 (0:0) | Cruz Azul | Estadio Azteca, Ciudad de México |  |
|                            | Taboada 65' (a.g.) |           | Mora 63'  |                                  |  |

| 17 de abril de 1994, 12:00       | Cruz Azul      | 1:2 (0:1) (Global 2:3) | América                | Estadio Azteca, Ciudad de México |  |
|                                  | Hermosillo 49' |                        | Santos 44' · Uribe 87' |                                  |  |
| América clasificó a Semifinales. |                |                        |                        |                                  |  |

| 13 de abril de 1994, 20:45 | Atlas      | 1:0 (1:0) | Santos | Estadio Jalisco, Guadalajara |  |
|                            | Chávez 12' |           |        |                              |  |

| 17 de abril de 1994, 16:00          | Santos                         | 3:1 (0:0) (Global 3:2) | Atlas       | Estadio Corona, Torreón |  |
|                                     | Adomaitis 49' 52' · Guzmán 73' |                        | Pacheco 63' |                         |  |
| Santos clasificó a las Semifinales. |                                |                        |             |                         |  |

| 14 de abril de 1994, 20:45 | Atlante       | 1:1 (0:1) | Toluca     | Estadio Azulgrana, Ciudad de México |  |
|                            | Traspasso 83' |           | Tinoco 42' |                                     |  |

| 17 de abril de 1994, 11:00      | Toluca                                   | 3:2 (1:1) (Global 4:3) | Atlante                        | Estadio La Bombonera, Toluca |  |
|                                 | Bernal 43' · Rodríguez 61' · Abundis 73' |                        | Graniolatti 21' · Salvador 79' |                              |  |
| Toluca clasificó a Semifinales. |                                          |                        |                                |                              |  |

### Semifinales
| 20 de abril de 1994, 20:45 | América                | 2:3 (0:1) | Tecos UAG                                  | Estadio Azteca, Ciudad de México |  |
|                            | Zague 56' · Farfán 67' |           | Donizete 24' · Gonçalves 76' · Jiménez 80' |                                  |  |

| 23 de abril de 1994, 20:30                             | Tecos UAG   | 1:2 (0:1) (Global 4:4) | América                   | Estadio Tres de Marzo, Zapopan |  |
|                                                        | Zwaricz 72' |                        | Hernández 20' · Uribe 61' |                                |  |
| Tecos UAG clasificó a la Final por goles de visitante. |             |                        |                           |                                |  |

| 21 de abril de 1994, 16:00 | Santos                     | 2:0 (1:0) | Toluca | Estadio Corona, Torreón |  |
|                            | Adomaitis 22' · Guzmán 76' |           |        |                         |  |

| 24 de abril de 1994, 11:00   | Toluca      | 1:0 (1:0) (Global 1:2) | Santos | Estadio La Bombonera, Toluca |  |
|                              | Mercado 29' |                        |        |                              |  |
| Santos clasificó a la Final. |             |                        |        |                              |  |

### Final
| 27 de abril de 1994, 16:00 | Santos        | 1:0 (0:0) | Tecos UAG | Estadio Corona, Torreón                                     |                                                             |
|                            | Adomaitis 81' | Reporte   |           | Asistencia: 18 000 espectadores Árbitro(s): Bonifacio Núñez | Asistencia: 18 000 espectadores Árbitro(s): Bonifacio Núñez |

| 30 de abril de 1994, 20:30                       | Tecos UAG                             | 2:0 (0:0) (Global 2:1) | Santos | Estadio Tres de Marzo, Zapopan                                |                                                               |
|                                                  | Jesús Gómez 22' (a.g.) · Donizete 93' | Reporte                |        | Asistencia: 30 000 espectadores Árbitro(s): Armando Archundia | Asistencia: 30 000 espectadores Árbitro(s): Armando Archundia |
| Tecos UAG Campeón de la Temporada 1993-94 (2-1). |                                       |                        |        |                                                               |                                                               |

| Campeón Primera División 1993/94 |
| -------------------------------- |
|                                  |
| Tecos UAG                        |
| 1.er título                      |